# Federación de Maestros de Puerto Rico
La Federación de Maestros de Puerto Rico (FMPR) es una federación de sindicatos de maestros en Puerto Rico. Con 32,000 miembros es uno de las sindicatos no alineado a los EE. UU. más importante. Su base es entre empleados del Departamento de Puerto Rico de Educación.

## Historia
El FMPR fue formado en 1966 por sindicalistas radicales que dirigieron huelgas en 1974 y 1993. Durante esos años, sea afiliado sueltamente con la Federación Americana de Maestros (AFT). En 1999, los maestros de Puerto Rico votaron para ser representados por FMPR en lugar de por su rival, la Asociación de Profesores de Puerto Rico (APMR).
Ese mismo año, FMPR afrontó un escándalo cuando su plan de salud quebró al mismo tiempo que aumentaba la porción de su presupuesto destinada a la AFT. Esto provocó un creciente descontento a lo largo de los años siguientes. En 2003, el presidente en funciones Renán Soto fue derrotado en una elección por el dirigente de la facción "Compromiso, Democracia, Militancia", Rafael Feliciano, que se convirtió en el nuevo presidente.
En 2004, este nuevo liderazgo organizó un referéndum para desafiliarse de la AFT. Por 19.400 votos a favor y 5.882 en contra, se aprobó la desafiliación. Al mismo tiempo, las negociaciones con el gobierno puertorriqueño no dieron ningún resultado por lo que un voto de asamblea de FMPR aprobó una huelga en noviembre de 2007. Como los maestros tienen prohibido hacer huelga en Puerto Rico, el gobierno logró fácilmente la descertificación de la FMPR.
En febrero de 2008, al menos 20,000 maestros de la FMPR se manifestaron en San Juan. Esta marcha forzó el gobierno a volver a las negociaciones con la FMPR, aunque siguió sin reconocer al sindicato. Después del fracaso de estas negociaciones, FMPR dirigió una huelga de nueve días en la que participaron alrededor de 11,000 miembros, paralizando la educación en Puerto Rico. En 2008, la AMPR forzó una nueva elección de representación que la FMPR ganó otra vez.
En enero de 2014, la FMPR se sumó a una huelga de 48 horas por las pensiones de los maestros junto con la Unión Nacional de Educadores y Trabajadores de la Educación, Educadores Puertorriqueños en Acción, Organización Nacional de Directores de Escuelas de Puerto Rico, Organización de Directores y Administradores Escolares y su rival AMPR.
FMPR coceó los planes salariales de maestros de los gobiernos de Alejandro García Padilla y Ricardo Rosselló. En 2017, FMPR también criticó los planes de despido de 3.000 funcionarios de educación.
FMPR protestó en San Juan en febrero de 2018 contra una privatización planeado de 307 escuelas. El sindicato acusó el sistema escolar "chárter" de ser una manera de transferir dinero público a bolsillos privados, motivados por corrupción. En marzo, el sindicato también rechazó la privatización de la Autoridad de Energía Eléctrica de Puerto Rico y la Universidad de Puerto Rico, marchando en San Juan otra vez.  El año siguiente, FMPR demandó al Departamento de Educación por un grupo de maestros de secundaria de Toa Baja por no haber sido pagados correctamente.
El FMPR desafió a la AMPR en las elecciones de representación en 2021, después de que la AMPR fuera declarada sindicato representativo de los maestros de Puerto Rico en el ínterin.
FMPR dirigió protestas a través de San Juan en febrero de 2022 contra un cambio en el plan de ajusto de deudas que redujo las pensiones de maestros y aumentó la edad de jubilación a 63 años.